# Tre små grisar

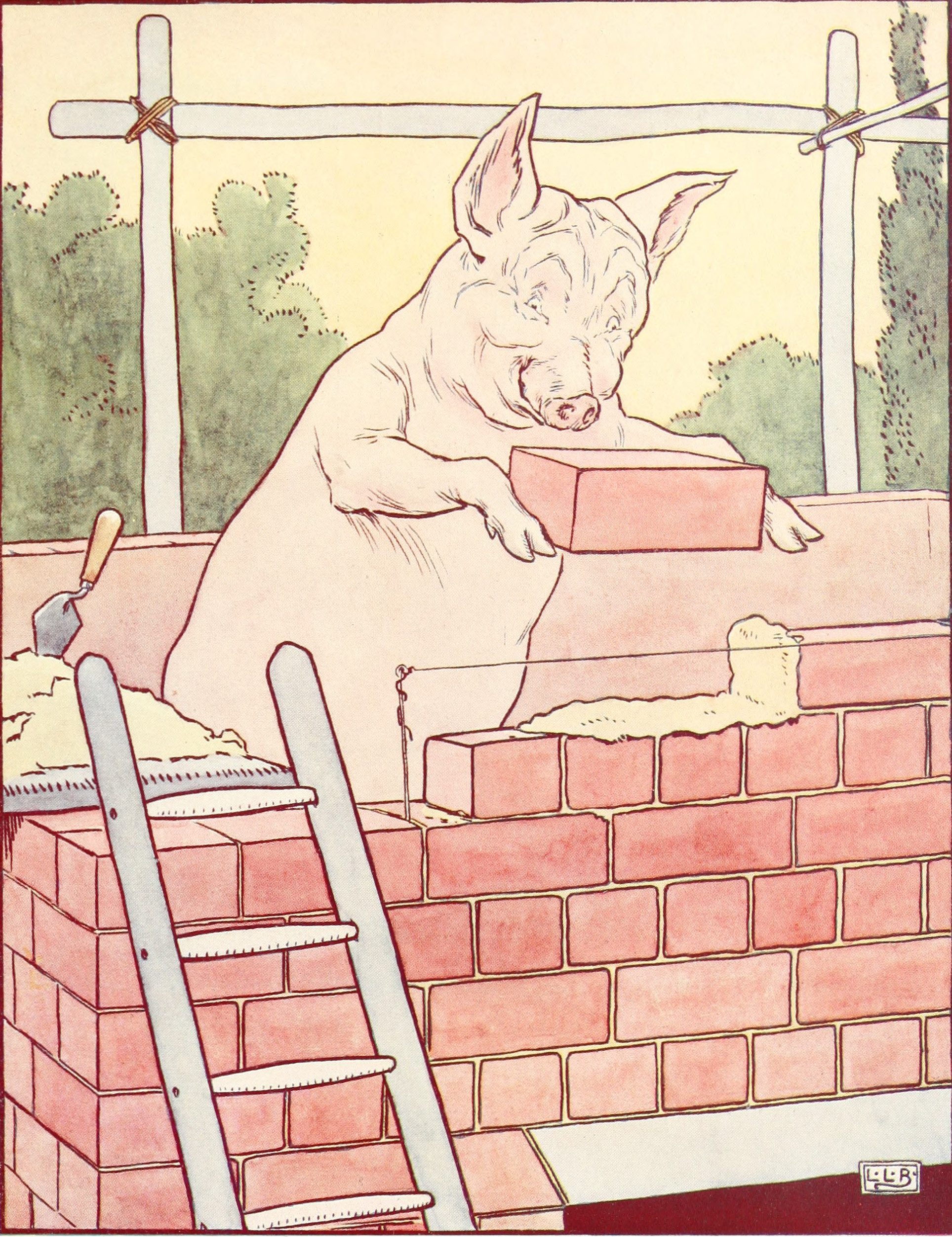
Den tredje grisen, som bygger ett hus av tegel. Illustration av Leonard Leslie Brooke, 1905.

Tre små grisar är en folksaga om tre grisar som bygger varsitt hus. De två första bygger husen av halm respektive trä. Den tredje grisen bygger sitt hus av sten, eller i vissa versioner av tegel. En varg som vill äta upp grisarna blåser omkull de två första grisarnas hus, men rår inte på stenhuset. Vargen går då upp på taket och hoppar ner genom skorstenen, men den tredje grisen har ställt en gryta med kokande vatten på elden, som dödar vargen.
Sagan nedtecknades först av James Halliwell-Phillipps i hans bok The Nursery Rhymes of England.
Sagan om de tre små grisarna gestaltades 1933 av Walt Disney i en tecknad kortfilm i filmserien Silly Symphonies, producerad av Walt Disney Animation Studios. Denna film kom att få tre uppföljare, och så småningom en spinoff i form av den tecknade serien om Lilla Vargen – se vidare i artikeln Lilla Vargens universum.